# Angus MacLean
Pour les articles homonymes, voir Angus MacLean et MacLean.
John Angus MacLean (né le 15 mai 1914 et mort le 15 février 2000), est un fermier et homme politique canadien qui fut premier ministre de la province de l'Île-du-Prince-Édouard de 1979 à 1981.

## Biographie
Il fut un ancien élève de l'Université Mount Allison et de l'Université de la Colombie-Britannique avec des diplômes en sciences. MacLean a quitté la ferme pour s'enrôler dans l'Aviation royale canadienne durant la Seconde Guerre mondiale, servant de 1939 à 1947 et finissant avec le grade de Wing Commander.
Le bombardier de MacLean's fut abattu au-dessus des Pays-Bas en 1942 et il put rejoindre la Grande-Bretagne grâce au réseau d'évasion belge Comète. Il traversa les Pyrénées avec Andrée De Jongh, la cofondatrice du réseau.
MacLean revint à l'Île-du-Prince-Édouard après la guerre et se présentât pour un siège à la Chambre des communes du Canada comme un candidat progressiste-conservateur, mais il fut défait dans les élections fédérales de 1945 et de 1949.
Il fut élu pour la première fois au Parlement dans une élection partielle en 1951 et gardât son siège continuellement jusqu'à ce qu'il quittât la politique fédérale en 1976. MacLean a travaillé dans le cabinet du Premier ministre John Diefenbaker comme Ministre des Pêches et Océans Canada de 1957 jusqu'à la défaite du gouvernement aux élections de 1963.
En 1976, MacLean fut persuadé de quitter la politique fédérale et de devenir le chef du Parti progressiste-conservateur de l'Île-du-Prince-Édouard qui languissait comme l'opposition depuis une décennie. MacLean conduisit le parti à la victoire en 1979 et formât un gouvernement qui mit l'emphase sur la vie rurale communautaire, bannit les nouveaux centres commerciaux et ouvrit une commission royale pour examiner les terrains et l'expansion urbaine. Son gouvernement annulât la participation de la province dans la Centrale nucléaire de Point Lepreau dans le Nouveau-Brunswick.
À l'âge de 67, MacLean se retirât comme premier ministre le 17 novembre 1981 et ne s'est pas présenté aux élections provinciales de 1982. Il est retourné à sa ferme familiale qu'il développât pour la culture de myrtille.  Un intendant respectueux de la terre et des communautés rurales, MacLean était un presbytérien de descendance écossaise.  En 1991, il devint un officier de l'ordre du Canada.
Il mourut à Charlottetown, le 15 février 2000.

## Source
- (en) Cet article est partiellement ou en totalité issu de l’article de Wikipédia en anglais intitulé « Angus MacLean » (voir la liste des auteurs).